# Scopula lutearia
Scopula lutearia là một loài bướm đêm trong họ Geometridae.